# Dariusz Rosati

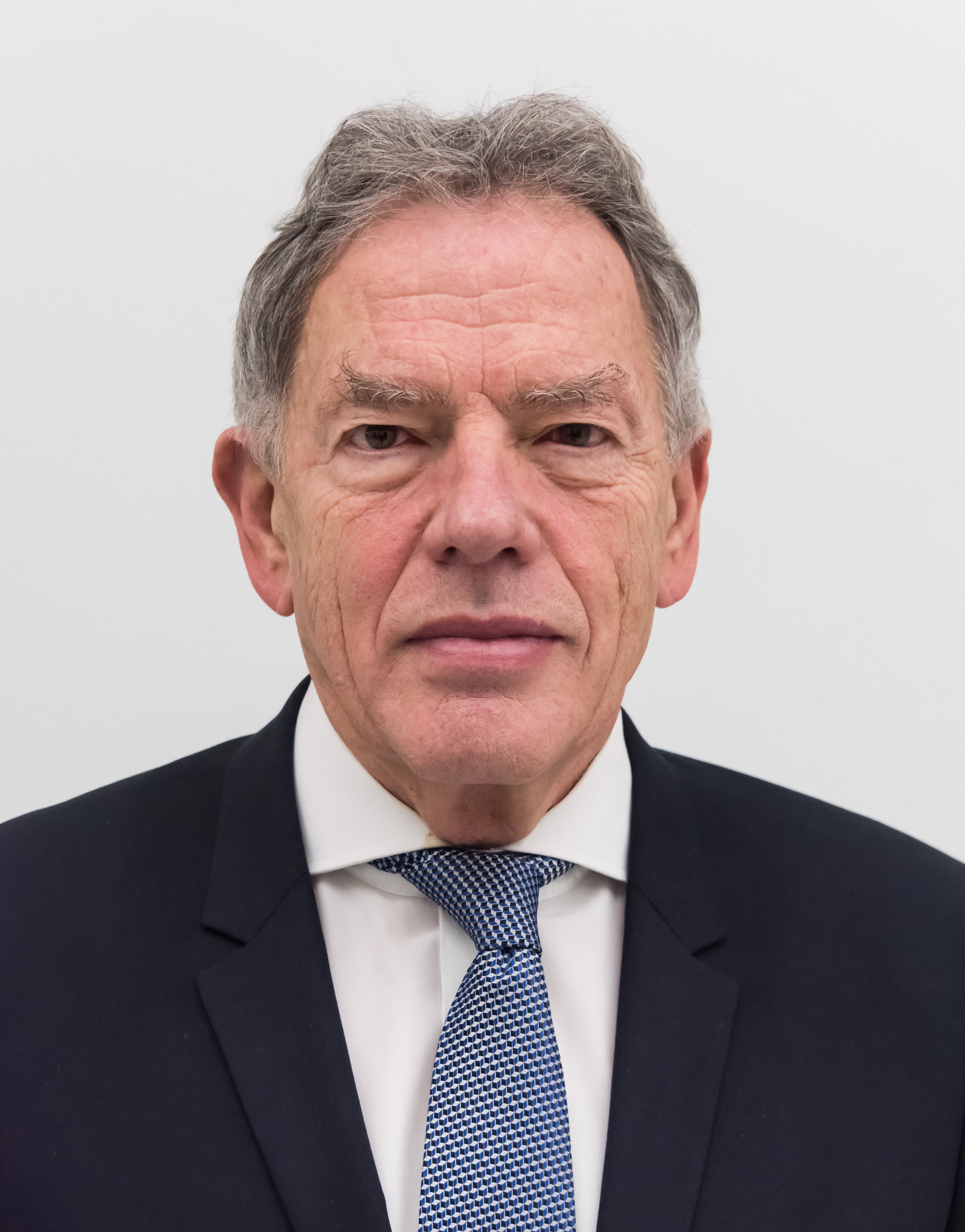
Dariusz Rosati (2019)

Dariusz Kajetan Rosati (* 8. August 1946 in Radom) ist ein polnischer Wirtschaftswissenschaftler und Politiker.
Rosati studierte an der Wirtschaftsuniversität Warschau, wo er sich auch promovierte und habilitierte. Zwischen 1966 und 1990 war er Mitglied der PZPR, für die er auch in einigen wissenschaftlichen Kommissionen tätig war. Bei den halbfreien Parlamentswahlen 1989 bewarb er sich für die PZPR erfolglos um ein Abgeordnetenmandat im Senat. Nach 1989 war er als Experte für verschiedene internationale Organisationen tätig, darunter die Wirtschaftskommission der Vereinten Nationen in Genf.
Rosati war vom 29. Dezember 1995 bis zum 31. Oktober 1997 polnischer Außenminister in den Kabinetten von Józef Oleksy und Włodzimierz Cimoszewicz (beide SLD).  Bei den Europawahlen 2004 wurde er für die SDPL ins Europaparlament gewählt. Nachdem der SDPL 2009 der Wiedereinzug ins Europaparlament misslang, schied er zunächst aus dem Parlament aus. Bei den Parlamentswahlen 2011 kandidierte er erfolgreich für die PO und zog als Abgeordneter in den Sejm ein. Bei den Europawahlen 2014 kandidierte er zudem erfolgreich für die PO und zog erneut ins Europäische Parlament ein. 2019 schied er aus dem Europäischen Parlament wieder aus.
Seine Tochter ist die Schauspielerin Weronika Rosati.